# Lista de bairros do Recife
Esta é uma listagem alfabética de bairros da cidade do Recife, de acordo com a Lei Municipal nº 16.293, de 22 de janeiro de 1997, que define as suas regiões político-administrativas:

## A
| Bairro               | Área (hectare) | População 2010 | Taxa de cresc. da população (%) | Densidade Demográfica (habitante/hectare) | Renda média por domicílio (R$) |
| Aflitos              | 31             | 5.773          | 2,80                            | 187,63                                    | 1.028,96                       |
| Afogados             | 369            | 36.265         | 0,03                            | 98,24                                     | 1.545,82                       |
| Água Fria            | 193            | 43.529         | -0,11                           | 225,38                                    | 1.189,92                       |
| Alto do Mandu        | 25             | 4.655          | -0,89                           | 184,89                                    | 2.323,28                       |
| Alto José Bonifácio  | 57             | 12.462         | 0.07                            | 219,26                                    | 908,76                         |
| Alto José do Pinho   | 41             | 12.334         | -0,08                           | 298,40                                    | 1.101,22                       |
| Alto Santa Terezinha | 31             | 7.703          | -0,16                           | 245,74                                    | 921,74                         |
| Apipucos             | 134            | 3.342          | -0,37                           | 25,01                                     | 2.162,86                       |
| Areias               | 240            | 29.894         | -15                             | 124,51                                    | 1.941,97                       |
| Arruda               | 100            | 14.530         | 0,79                            | 145,56                                    | 2.234,83                       |

Dados referentes ao censo 2010. Não reconhecidos como bairro na estrutura geopolítica da cidade:
- Alto do Brasil
- Alto da Brasileira
- Alto do Burity
- Alto do Capitão
- Alto do Carroceiro
- Alto do Céu
- Alto dos Coqueiros
- Alto do Deodato
- Alto 12 de Fevereiro
- Alto do Eucalipto
- Alto do Formoso
- Alto do Pascoal
- Alto do Progresso
- Alto do Refúgio
- Alto do Reservatório
- Alto Santa Isabel
- Alto 13 de Maio

## B
| Bairro             | Área (hectare) | População 2010 | Taxa de cresc. da população (%) | Densidade Demográfica (habitante/hectare) | Renda média por domicílio (R$) |
| Barro              | 454,3          | 31.111         | 0,23                            | 70,09                                     | 1.353,95                       |
| Beberibe           | 49             | 8.856          | 1,26                            | 180,79                                    | 1.038,23                       |
| Boa Viagem         | 753            | 122.922        | 2,05                            | 163,17                                    | 7.108                          |
| Boa Vista          | 176            | 14.778         | 0,52                            | 84,15                                     | 3.618,45                       |
| Bomba do Hemetério | 43             | 8.472          | -0,20                           | 195,67                                    | 1.346,55                       |
| Bongi              | 60             | 8.097          | -0,14                           | 134,90                                    | 1.860,98                       |
| Brasília Teimosa   | 61             | 18.334         | -0,44                           | 302,81                                    | 1.220,81                       |
| Brejo da Guabiraba | 75             | 11.362         | 0,32                            | 155,50                                    | 1.037,66                       |
| Brejo de Beberibe  | 64             | 8.292          | 3,62                            | 129,86                                    | 1.058,37                       |

Dados referentes ao censo 2010. Não reconhecidos como bairro na estrutura geopolítica da cidade:
- Barreira do Rosarinho
- Beira Rio
- Benfica
- Bomba Grande
- Brasilit
- Buriti

## C
| Bairro               | Área (hectare) | População 2010 | Taxa de cresc. da população (%) | Densidade Demográfica (habitante/hectare) | Renda média por domicílio (R$) |
| -------------------- | -------------- | -------------- | ------------------------------- | ----------------------------------------- | ------------------------------ |
| Cabanga              | 81             | 1.551          | 0,10                            | 19,16                                     | 1.986,08                       |
| Caçote               | 46             | 10.470         | 2,19                            | 227,89                                    | 1.110,61                       |
| Cajueiro             | 59             | 6.584          | 0,24                            | 111,49                                    | 2.777,17                       |
| Campina do Barreto   | 52             | 9.484          | 1,30                            | 182,67                                    | 1.088,80                       |
| Campo Grande         | 222            | 32.149         | 0,29                            | 145,04                                    | 2.132,00                       |
| Casa Amarela         | 188,0          | 29.180         | 1,34                            | 155,09                                    | 4.236,69                       |
| Casa Forte           | 56             | 6.750          | 4,20                            | 120,24                                    | 11.318,97                      |
| Caxangá              | 244            | 9.634          | 3,75                            | 39,44                                     | 2.231,32                       |
| Cidade Universitária | 162            | 818            | 3,10                            | 5,05                                      | 2.044,30                       |
| Coelhos              | 43             | 7.633          | 1,12                            | 178,51                                    | 898,41                         |
| Cohab                | 426            | 67.283         | -0,27                           | 157,97                                    | 1.182,43                       |
| Coqueiral            | 51             | 10.794         | -0,27                           | 213,00                                    | 1.039,79                       |
| Cordeiro             | 340            | 41.164         | 0,93                            | 121,02                                    | 2.812,73                       |
| Córrego do Jenipapo  | 61             | 9.246          | 0,72                            | 150,74                                    | 1.068,84                       |
| Curado               | 798            | 16.418         | 1,99                            | 20,56                                     | 1.216,36                       |

Dados referentes ao censo 2010. Não reconhecidos como bairro na estrutura geopolítica da cidade:
- Campo Alegre
- Capunga
- Chão de Estrelas
- Coque
- Córrego da Areia
- Córrego do Bartolemeu
- Córrego da Bica
- Córrego do Caruá
- Córrego do Euclides
- Córrego do Joaquim

## D
- Derby
- Dois Irmãos
- Dois Unidos

## E
- Encruzilhada
- Engenho do Meio
- Espinheiro
- Estância

## F
- Fundão

## G
- Graças
- Guabiraba

## H
- Hipódromo

## I
- Ibura
- Ilha do Leite
- Ilha do Retiro
- Ilha Joana Bezerra
- Imbiribeira
- Ipsep (Vila do Ipsep)
- Iputinga

Não reconhecidos como bairro na estrutura geopolítica da cidade:
- Ilha de Deus
- Ilha de Joaneiro
- Inocoop
- Ipiranga

## J
- Jaqueira
- Jardim São Paulo
- Jiquiá
- Jordão

Não reconhecidos como bairro na estrutura geopolítica da cidade:
- Jardim Beira Rio
- Jardim Boa Viagem
- Jardim Botânico
- Jardim Caxangá
- Jardim Dom Bosco
- Jardim Europa
- Jardim Imbiribeira
- Jardim Juçara
- Jardim Petrópolis
- Jardim Santo Antônio
- Jardim São Sebastião
- Jardim Teresópolis

## L
- Linha do Tiro

## M
- Macaxeira
- Madalena
- Mangabeira
- Mangueira
- Monteiro
- Morro da Conceição
- Mustardinha

Não reconhecido como bairro na estrutura geopolítica da cidade:
- Monsenhor Fabrício

## N
- Nova Descoberta

## P
- Paissandu
- Parnamirim
- Passarinho
- Pau Ferro
- Peixinhos
- Pina
- Poço da Panela
- Ponto de Parada
- Porto da Madeira
- Prado

Não reconhecido como bairro na estrutura geopolítica da cidade:
- Pacheco
- Pinheiro
- Ponte d'Uchoa

## R
- Recife (Recife Antigo)
- Rosarinho

Não reconhecido como bairro na estrutura geopolítica da cidade:
- Roda de Fogo

## S
- San Martin
- Sancho
- Santana
- Santo Amaro
- Santo Antônio
- São José
- Sítio dos Pintos
- Soledade

Não reconhecidos como bairro na estrutura geopolítica da cidade:
- Setúbal
- Sítio das Palmeiras

## T
- Tamarineira
- Tejipió
- Torre
- Torreão
- Torrões
- Totó

## V
- Várzea
- Vasco da Gama
- Vila do Ipsep

Não reconhecidos como bairro na estrutura geopolítica da cidade:
- Vila Cardeal e Silva
- Vila Mauriceia
- Vila do Sesi
- Vila Tamandaré

## Z
- Zumbi